# L'Encyclopédie des bébés
L'Encyclopédie des bébés est une bande dessinée de Daniel Goossens sortie initialement en trois tomes distincts en 1987, 1988 et 1990. Il s'agit d'une succession de récits humoristiques, généralement sans liens les uns avec les autres, ayant pour thème commun les bébés. Une intégrale regroupant les trois volumes en un seul est sortie en 2004.

## Avertissement
Dans l'avertissement au début du premier tome, Jacques Boudinot (personnage qui reviendra régulièrement sous forme de billet d'humeurs) précise que cette encyclopédie ne s'adresse pas aux bébés, même si on y parle de bébés.

## Albums

### Tome 1
- Avertissement
- Vie pratique
- Bricolage
- Les bébés et le cinéma
- Les bébés et la publicité
- L'encyclopédie des bébés (1)
- Le mystère des bébés
- Médecine pratique du nourrisson
- L'encyclopédie des bébés (2)

### Tome 2
- L'acquisition du langage
- Les premiers tâtonnements
- Les premiers étonnements
- Les cancres et les fayots (1)
- Super Mouflet
- Les cancres et les fayots (2)
- Grandeur et décadence d'un fayot
- Sports de combat

### Tome 3: Psychanalyse du nourrisson
- L'encyclopédie des bébés
- Psychanalyse du nourrisson (1)
- Psychanalyse du nourrisson (2)
- Les problèmes psychologiques du nourrisson
- Les enfants sauvages
- La solitude
- Les enfants battus
- Épilogue

## Prix
- 1991 : Alph-Art humour au festival d'Angoulême[1]